# Elezioni generali in Perù del 1995
Le elezioni generali in Perù del 1995 si tennero il 9 aprile per l'elezione del Presidente e il rinnovo del Congresso della Repubblica.

## Risultati

### Elezioni presidenziali
| Candidati                | Partiti                                          | Voti      | %     |
| ------------------------ | ------------------------------------------------ | --------- | ----- |
| Alberto Fujimori         | Cambio 90                                        | 4 645 279 | 64,28 |
| Javier Pérez de Cuéllar  | Unione per il Perù                               | 1 555 623 | 21,53 |
| Mercedes Cabanillas      | Partito Aprista Peruviano                        | 297 327   | 4,11  |
| Alejandro Toledo         | Paese Possibile                                  | 234 964   | 3,25  |
| Ricardo Belmont          | Movimento Civico Nazionale OBRAS                 | 175 042   | 2,42  |
| Raúl Diez Canseco        | Azione Popolare                                  | 121 872   | 1,69  |
| Ezequiel Ataucusi        | Fronte Popolare Agricolo del Perù                | 56 827    | 0,79  |
| Agustín Haya de la Torre | Sinistra Unita                                   | 41 985    | 0,58  |
| Luis Cáceres Velásquez   | Fronte Nazionale dei Lavoratori e dei Contadini  | 24 620    | 0,34  |
| Sixtilio Dalmau          | Movimento Indipendente Nuovo Perù                | 9 583     | 0,13  |
| Victor Echegaray         | Partito Riformista del Perù                      | 8 829     | 0,12  |
| Edmundo Inga             | Alternativa Perù Puma                            | 6 740     | 0,09  |
| Miguel Campos            | Pace e Sviluppo                                  | 6 143     | 0,09  |
| Carlos Cruz              | Fronte Indipendente di Riconciliazione Nazionale | 5 106     | 0,07  |
| Altri                    | -                                                | 36 401    | 0,50  |
| Totale                   | Totale                                           | 7 226 341 | 100   |

### Elezioni parlamentari
| Liste                                            | Voti      | %     | Seggi |
| ------------------------------------------------ | --------- | ----- | ----- |
| Cambio 90 - Nuova Maggioranza                    | 2 277 423 | 52,10 | 67    |
| Unione per il Perù                               | 611 804   | 14,00 | 17    |
| Alleanza Popolare Rivoluzionaria Americana       | 285 526   | 6,53  | 8     |
| Fronte Indipendente Moralizzatore                | 213 777   | 4,89  | 6     |
| Paese Possibile                                  | 181 397   | 4,15  | 5     |
| Azione Popolare                                  | 146 018   | 3,34  | 4     |
| Partito Popolare Cristiano                       | 135 236   | 3,09  | 3     |
| Rinnovamento Nazionale                           | 130 060   | 2,98  | 3     |
| Movimento Civico Nazionale OBRAS                 | 87 252    | 2,00  | 2     |
| Sinistra Unita                                   | 82 061    | 1,88  | 2     |
| Fronte Popolare Agricolo del Perù                | 46 990    | 1,08  | 1     |
| Fronte Nazionale dei Lavoratori e dei Contadini  | 46 728    | 1,07  | 1     |
| Movimento Indipendente Agrario                   | 34 463    | 0,79  | 1     |
| Movimento indipendente Nuovo Perù                | 29 557    | 0,68  | –     |
| Partito Riformista del Perù                      | 13 102    | 0,30  | –     |
| Alternativa Perù Puma                            | 12 391    | 0,28  | –     |
| Apertura per lo Sviluppo Nazionale               | 10 752    | 0,25  | –     |
| Fronte Indipendente di Riconciliazione Nazionale | 10 314    | 0,24  | –     |
| Movimento Indipendente Inca                      | 9 598     | 0,22  | –     |
| Movimento Sociale Indipendente Ricambio          | 6 588     | 0,15  | –     |
| Totale                                           | 4 371 037 | 100   | 120   |